# Panic on the Streets of Springfield
«Panic on the Streets of Springfield» (укр. «Паніка на вулицях Спрінґфілда») — дев'ятнадцята серія тридцять другого сезону мультсеріалу «Сімпсони», прем'єра якої відбулась 18 квітня 2021 року у США на телеканалі «Fox».
Серія присвячена пам'яті сальвадорського аніматора «Сімпсонів» Едвіна Агілара, який помер за 8 днів до того у віці 46 років.

## Сюжет
У Спрінґфілдському медичному центрі Гомер отримує погані новини про стан свого здоров'я — йому бракує тестостерона. Доктор Гібберт прописує йому ліки «Vicodude» (укр. «Вікомужик»). Однак спершу Гомер має переглянути інформаційне відео, якому передує реклама вантажного автомобіля «Дорожній монстр XXXL 550». Натхненний цими «ліками», Гомера вирішує купити авто. Удома Гомер лякає сім'ю новою вантажівкою, яку він купив і яка розлючує Мардж.
Тим часом Ліса йде до своєї кімнати, щоб насолоджуватися своїм новою сімейною підпискою на музичний стримінг-сервіс «Slapify», яка поставляється разом з вантажівкою. Спершу вона так і не знаходить жодної пісні, щоб їй сподобалась. Тоді алгоритм «Slapify» рекомендує дівчинці Квіллобі та його рок-гурт «The Snuffs» (укр. «Нюхачі»). Войовничий вегетаріанець привертає увагу Ліси.
У школі Ліса розповідає про Квіллобі усім його учням у їдальні, й оголошує Грибний понеділок, натхненна піснею музиканта. Вона пропонує їм вегетаріанську їжу, але кухарка Дора клала бекон у тако. Через те, що Ліса з'їла м'ясо, всі діти сміються їй в обличчя. Повернувшись додому, вона скаржиться на ситуацію, і несподівано з'являється Квіллобі як галюцинація від стресу.
Барт з друзями заходять до її кімнати і продовжує знущання над дівчинкою. Однак, одна фраза, яку Квіллобі шепоче Лісі, осоромила Барта і прогнала всіх з кімнати Ліси. Барт намагається використати той самий трюк з Гомером, але зазнає невдачі, тож Гомер бере його у свій «Дорожній монстр XXXL 550» кататися містом і околицями.
Ліса гуляє містом із Квіллобі, співаючи, що «все навкруг жахливо». Потім Ліса осоромлює Деві Ларго, після чого директор Скіннер викликає Гомера і Мардж через дивну поведінку доньки.
Дорогою додому Мардж розмовляє з Лісою про її поведінку. Однак, коли дівчинка відчужується від матері та поринає у музику Квіллобі «Slapify», Мардж люто скасовує підписку. Вдома Квіллобі говорить про живий концерт, який проводить справжній він і його гурт.
Удома Мардж випускає свою лють через доньку на Гомера і його вантажівку. Невдовзі вони виявляють, що Ліса втекла, скориставшись кредитною карткою свого тата, щоб купити квитки на концерт справжнього Квіллобі.
На концерті на сцену виходить справжній Квіллобі, що повністю змінився: має зайву вагу, жадібний і ненависний невегетеріанець. Уявний Квіллобі каже Лісі ніколи не слідувати тому, ким він став, і час від часу дослухатися людей, після чого зникає. Через це на концерті вчиняється заколот фанатів.
Мардж і Гомер дізнаються про заколот, і, щоб врятувати Лісу, Гомер трощить машини і фестиваль… уві сні. Насправді Лісу врятувала Мардж. Дівчинка вибачається перед матір'ю, а Мардж розповідає їй історії, як вона сама сердилася на свою маму в підлітковому віці.

## Виробництво
Сюжет і перша поява Квіллобі зокрема натхненні фільмом 2019 року Тайки Вайтіті «Кролик Джоджо». У фільмі хлопчик Джоджо мав Адольфа Гітлера як уявного друга.
За словами автора сценарію серії Тіма Лонга, серед відхилених назв для «Vicodude» були «Guy-agra» та «Daderall».
Брет Макензі та британський актор Бенедикт Камбербетч, який озвучив Квіллобі, написали музику до епізода.
Повну версію серії, разом з розширеною версією пісні «Everyone Is Horrid Except Me (and Possibly You)» (укр. «Все навкруг жахливо, окрім мене (і, можливо, тебе)») було розміщено на стримінгу «Hulu» наступного дня після виходу серії в етер.
В епізоді багато є пародій на британського співака Морріссі, праобраз Квіллобі, і гурт «The Smiths». Після виходу серії менеджер Морріссі, Пітер Каціс, поскаржився, що Квіллобі зображено расистським персонажем. Каціс запевнив, що команда «Сімпсонів» сказала, що персонаж заснований на кількох людей, тому Морріссі не міг подати до суду. Він також критикував актора озвучення персонажа Бенедикта Камбербетча «Чи міг він настільки важко отримати гроші, що погодився б так жорстко репувати іншого виконавця?». Сам же Стівен Патрік Морріссі на своєму сайті написав, що зображення Квіллобі «знущається» над ним, але він не мав засобів, щоб юридично оскаржити це, додавши, що «у світі, одержимому законами про ненависть, немає тих, хто б мене захистив».

## Цікаві факти та культурні відсилання
- Назва серії — відсилання до пісні «The Smiths» «Panic»[12]
  - У «Нюхачів» є пісні «How Late is Then?», відсилання до пісні «How Soon Is Now?» і «What Difference Do I Make?», відсилання до пісні «What Difference Does It Make?»[13].
- Вантажівка Гомера піднімає дерево, яке позначено як «Giving Tree» (укр. «щедре дерево»), що є відсиланням до однойменної книги Шела Сільверстейна[14].
- Коли директор Скіннер розповідає Гомеру і Мардж, як на дітей вплинула стара музика, видно, як Мартін Принс наспівує «Maneater» Деріла і Джона Оутс[14].
- Уявний Квіллобі вірить, що він справжній схожий на Вінстона Черчилля[14].
- Серед пасажирів автобусу на концерт Квіллобі є Джефф Лінн[15].

## Ставлення критиків і глядачів
Під час прем'єри серію переглянули 1,31 млн осіб з рейтингом 0.4, що зробило її найпопулярнішим шоу на каналі «Fox» тієї ночі.
Тоні Сокол з «Den of Geek» дав серії чотири з п'яти зірок, сказавши:
|  | Я знаю, що немає нічого більш стомлюючого, ніж вдячність, але серія значно не відповідає очікуванням. Цього сезону «Сімпсони» набирають обертів, і поєднують легку комедію з глибшим розвитком персонажів. [Сюжетні] арки занурилися в більш темні області, а висновки послідовно пом'якшують солодкість підривною двозначністю. Цього разу Ліса дізнається, що їй слід слухати людей, однин із п'яти разів, а її мати завжди чекатиме на іншому кінці її зачинених дверей. Епізод напрочуд теплий і майже гнітюче смішний. |

Водночас, Джон Шварц із сайту «Bubbleblabber» оцінив серію на 5/10, розкритикувавши сюжет через передумову:
|  | Я думаю, ми буквально спостерігали, як «Сімпсони» дійшли до того, що проблеми із психічним здоров'ям сприйняли не як щось, над чим потрібно намагатися попрацювати, а як щось, з чим просто танцюють. Це небезпечний, але слизький шлях… Натякати, що музика може бути певною мірою руйнівною для дитини, є негативним уявленням, нерозумінням того, для чого потрібна ця форма мистецтва, і пояснюється крайнім ліберальним/консервативним уявленням про те, що індустрія розваг хоч якось впливає на психіку дітей. |

Згідно з голосуванням на сайті The NoHomers Club більшість фанатів оцінили серію на 4/5 із середньою оцінкою 2,84/5.